# أنتاروت
مدينة أنتاروت (بالإنجليزية: Antarut)‏ هي إحدى المدن التابعة لمقاطعة آراغاتسوتن في أرمينيا. يقدر عدد سكانها بـ 257 نسمة حسب الإحصاء الذي جرى عام 2011.